# Les Compagnes de la nuit
Pour plus de détails, voir Fiche technique et Distribution.
Les Compagnes de la nuit est un film français réalisé par Ralph Habib et sorti en 1953.

## Synopsis
Trois évènements qu'apparemment rien ne rattache, à savoir le meurtre d'un camionneur, la découverte du cadavre d'une jeune femme vitriolée, et la mort d'une autre qui s'est fait écraser, vont lancer l'inspecteur Maréchal sur la piste d'un réseau de prostitution. La jeune fille-mère Olga, amie du camionneur, lui confesse les dessous de l'exploitation des femmes.

## Fiche technique
- Titre : Les Compagnes de la nuit
- Réalisation et découpage technique : Ralph Habib, assisté de Claude Pinoteau et Tony Aboyantz
- Scénario : Jacques Constant
- Adaptation : Jacques Companeez
- Dialogues : Paul Andréota
- Décors : Lucien Aguettand, assisté d'Alexandre Hinkis, René Petit
- Photographie : Roger Hubert assisté de Max Dulac, René Guissart
- Opérateur : Adolphe Charlet
- Musique : Raymond Legrand, éditions Ray Ventura
- Montage : Madeleine Bagiau, assistée de Jacqueline Brachet
- Son : Pierre Calvet, assisté de M. Dogonneau
- Maquillage : Anatole Paris
- Coiffure : Michèle Dumont
- Photographe de plateau : Roger Poutrel
- Script-girl : Paule Converset
- Régisseur général : Hugo Bénedek, assisté de L. Fremery
- Régisseur extérieur : L. Germain
- Tournage du 19 janvier au 10 mars 1953 à Paris-Studio-Cinéma de Billancourt
- Enregistrement Western-Electric
- Tirage : Laboratoire C.T.M de Gennevilliers
- Production : Metzger et Woog - Hoche Productions (France)
- Chef de production : Robert Woog, Ray Ventura
- Directeur de production : Robert Woog
- Distribution : Corona
- Pays de production :  France
- Format : Noir et blanc - 1,37:1 - 35 mm - Son mono
- Durée : 90 minutes
- Genre : Drame
- Date de sortie :
  - France - 28 juillet 1953

## Distribution
- Françoise Arnoul : Olga Viterbo, la jeune fille mère
- Raymond Pellegrin : Jo Verdier, le proxénète
- Pierre Cressoy : Paul Gamelan, le brave camionneur qui aime Olga
- Nicole Maurey : Yvonne Leriche, la jeune fille qui tente de s'évader
- Noël Roquevert : "Le Souriant"
- Marthe Mercadier : Ginette Bachelet, une amie d'Olga
- Suzy Prim : Pierrette
- Jane Marken : Mme Anita, la patronne du bar
- Christian Fourcade : Jackie Viterbo, le jeune fils d'Olga
- André Valmy : L'inspecteur Maréchal
- Pierre Mondy : Sylvestre, le copain de Paul
- Louis de Funès : Un client attablé au café qui joue aux cartes
- Huguette Montréal : Bella
- Pierre Sergeol : Robert Le Trotteur
- Germaine Reuver : La Bordelaise, la caissière
- Marcelle Arnold : La première assistante sociale
- Janine Darcey : La seconde assistante sociale
- Yvette Étiévant : La surveillante
- Maryse Paillet : La collègue
- Jean Hebey : L'avocat
- Max Mégy : Léandre
- Nicole Riche : Une fille
- Anne Béranger : Une fille
- Jacques Hilling : Le concierge
- Andréa Parisy : Une collègue de travail de Ginette à l'usine
- Dominique Davray : Une prostituée
- Bob Ingarao : Un mauvais garçon qui joue aux cartes
- Rita Renoir : Une fille
- Michèle Monty : Une fille emprisonnée à Saint-Lazare
- Patricia Solair : Une fille
- Paule Emmanuelle : Une fille
- Roger Saltel : Un client
- Georges Bever : L'employé de chez Renault
- Claude Achard
- Jean-Pierre Lorrain
- Heddy Miller
- Nicole Regnault
- Jean-Marie Robain